# Chamaegastrodia
Chamaegastrodia é um género botânico pertencente à família das orquídeas (Orchidaceae).

## Espécies
1. Chamaegastrodia inverta (W.W.Sm.) Seidenf., Nordic J. Bot. 14: 297 (1994).
2. Chamaegastrodia shikokiana Makino & Maek., Bot. Mag. (Tokyo) 49: 596 (1935).
3. Chamaegastrodia vaginata (Hook.f.) Seidenf., Nordic J. Bot. 14: 294 (1994).